# Madarateuchus
Madarateuchus is een geslacht van kreeftachtigen uit de klasse van de Malacostraca (hogere kreeftachtigen).

## Soort
- Madarateuchus vanderhorsii (Schmitt, 1924)